# س. ألين فوستر
س. ألين فوستر (بالإنجليزية: C. Allen Foster)‏ هو محامي أمريكي، ولد في 1941.